# Wilford
Wilford är en ort i distriktet Nottingham, i grevskapet Nottinghamshire i England. Orten hade 4 850 invånare år 2021. Wilford var en civil parish fram till 1894 när blev den en del av North Wilford och South Wilford. Civil parish hade 2 769 invånare år 1891. Byn nämndes i Domedagsboken (Domesday Book) år 1086, och kallades då Wilesforde.